# .400/350 Nitro express
El .400/350 Nitro Express, también conocido como .400/350 Nitro Rigby, es un cartucho metálico de rifle de calibre medio, desarrollado por John Rigby & Company.

## Diseño
El .400/350 Nitro Express es un cartucho de percusión central con cuello de botella y borde diseñado originalmente para su uso en rifles de un solo disparo, de cerrojo y rifles dobles . Dispara balas de punta blanda o sólida de 0,358 pulgadas con un peso de 310 granos a 2000 pies por segundo.   

## Historia
El .400/350 Nitro Express fue desarrollado por John Rigby & Co al ajustar el cuello del casquillo del .400 Purdey y fue comercializado a partir de 1899. Ese mismo año, Rigby se acercó a los ingenieros de Mauser para hacer una mecanismo de cerrojo especial Gewehr 98 para la longitud de este cartucho. Su introducción en 1900 resulta en el nacimiento del famoso mecanismo de cerrojo de longitud magnum, allanando el camino para el desarrollo de cartuchos como el .375 H&H y .416 Rigby, y posteriormente  otros como el 6.5-300 Weatherby Magnum, el .300 Weatherby Magnum, el 8mm Remington Magnum y el .460 Weatherby Magnum. Los cargadores de estos primeros rifles Mauser-Rigby de longitud magnum estaban inclinados para acomodar estos cartuchos con borde.  
En un momento, el .400/350 Nitro Express fue uno de los cartuchos de calibre medio más populares y ampliamente usados para la caza mayor en África, debido en gran parte al excelente diseño de la bala que brindaba resultados uniformes y confiables. 

## Uso
Si bien el .400/350 Nitro Express no fue diseñado para la caza de los cinco grandes, John "Pondoro" Taylor lo uso exclusivamente para la caza de Leones y otros animales africanos.